# Hajnovka (usedlost)
Hajnovka (původně Heinovka, Hejnovka nebo Horní Hajnovka) byla zaniklá usedlost v Praze 2 na Vinohradech, která stála mezi ulicemi Korunní a Dykova v místech Havlíčkových sadů u Husova sboru a Vinohradské vodárny. K její zahradě (Heinegarten) přiléhala zahrada Pštroska s lázněmi, restaurací a byty, zřizovanými od roku 1830. Byla pojmenována po svém majiteli Františku Juliu Heinovi (1823-1902), stejně jako Restaurace Hajnovka čp. 87 (nyní čp. 35) na nároží ulic Vinohradské a Italské, od svého vzniku zvaná Grand Restaurant Františka Julia Heineho.   

## Historie
Vinice byla v polovině 19. století již uváděna jako poplužní dvůr, který vlastnila rodina Františka Julia Heineho (1802-1902) a na přelomu 19. a 20. století již rodina Vávrů. Po 1. světové válce nemovitost zakoupila obec Vinohrady a do budov usedlosti umístila obecní infekční nemocnici. Zahradu využíval nejdřív Sokol jako letní cvičiště a po něm Federovaná dělnická tělocvičná jednota. Na pozemku usedlosti na rohu ulic Dykova a Nitranská postavily roku 1925 Elektrické podniky hlavního města Prahy transformační stanici.